# Жучжоу
Жучжо́у (кит. упр. 汝州, пиньинь Rǔzhōu) — город субокружного уровня в провинции Хэнань КНР. Название дано в честь средневековой административной единицы, власти которой размещались в этих местах.

## История
В эпоху Чжоу эти места входили в домен чжоуского вана; отсюда берёт своё начало род Лян.
Когда царство Цинь завоевало все прочие царства и создало первую в истории Китая централизованную империю, то в этих местах был создан уезд Лянсянь (梁县).
При империи Северная Вэй в 494 году был создан уезд Наньжуюань (南汝原县). В 527 году были созданы уезды Чжичэн (治城县) и Шитай (石台县). В 534 году Северная Вэй разделилась на Западную Вэй и Восточную Вэй, и Наньжуюань, оказавшийся в составе Восточной Вэй, был переименован в Жуюань (汝原县). В 539 году был создан уезд Чэнсю (承休县). В 543 году уезд Чжичэн был присоединён к уезду Лянсянь.
После основания империи Суй в 584 году была создана область Ичжоу (伊州), а в 605 году она была переименована в Жучжоу (汝州); областные власти разместились в административном центре уезда Лянсянь. В 613 году уезд Чэнсю был присоединён к уезду Жуюань, а впоследствии тот был расформирован и опять был образован уезд Чэнсю; область Жучжоу была переименована в округ Сянчэн (襄城郡), власти которого разместились в административном центре уезда Чэнсю.
При империи Тан в 621 году округ Сянчэн был переименован в область Ичжоу. В 627 году уезд Чэнсю был присоединён к уезду Лянсянь, власти которого переехали в бывший административный центр уезда Чэнсю. В 634 году область Ичжоу была вновь переименована в Жучжоу. В 712 году был создан уезд Линьжу (临汝县), а в 738 году область Жучжоу была переименована в округ Линьжу (临汝郡). В 758 году округ Линьжу вновь стал областью Жучжоу.
При империи Поздняя Чжоу в 956 году уезд Линьжу был присоединён к уезду Лянсянь.
При империи Мин уезд Лянсянь был расформирован, а его территория перешла под непосредственное управление властей области Жучжоу.
При империи Цин область Жучжоу была поднята в статусе до «непосредственно управляемой» (то есть стала подчиняться напрямую властям провинции, минуя промежуточное звено в виде управы).
После Синьхайской революции в Китае была проведена реформа административного деления, и области были упразднены; в 1913 году на территории, ранее непосредственно подчинявшейся властям области Жучжоу, был создан уезд Линьжу.
В 1949 году был создан Специальный район Сюйчан (许昌专区), и уезд вошёл в его состав. В 1954 году уезд был передан в состав Специального района Лоян (洛阳专区). В 1969 году Специальный район Лоян был переименован в Округ Лоян (洛阳地区).
В 1986 году округ Лоян был расформирован, и уезд был передан в состав городского округа Пиндиншань. В 1988 году решением Госсовета КНР был расформирован уезд Линьжу, и вместо него образован городской уезд Жучжоу.
В 2014 году Жучжоу был выведен из состава городского округа Пиндиншань и стал подчиняться напрямую властям провинции Хэнань.

## Административное деление
Городской уезд делится на 5 уличных комитетов, 11 посёлков и 4 волости.

## Достопримечательности
На территории буддийского храма Фэнсюэ располагается пагода Цицзу 738 года постройки (империя Тан).

## Транспорт
- Годао 207